# 54820 Свендерс
54820 Свендерс (54820 Svenders) — астероїд головного поясу, відкритий 11 липня 2001 року.
Тіссеранів параметр щодо Юпітера — 3,322.